# Катарина Шведска (1584 – 1638)
Катарина Васа Шведска (на шведски: Katarina av Sverige; Katarina Karlsdotter Vasa; * 10 ноември 1584, замък Нюшьопинг; † 13 декември 1638, Вестерос) от династията Васа, е принцеса от Швеция и чрез женитба пфалцграфиня на Цвайбрюкен-Клеебург. Майка е на шведския крал Карл X Густав.

## Произход и брак
Дъщеря е на шведския крал Карл IX (1550 – 1611) и първата му съпруга Анна Мария фон Пфалц (1561 – 1589), дъщеря на пфалцграф и курфюрст Лудвиг VI фон Пфалц. Полусестра е на крал Густав II Адолф.
Катарина Васа се омъжва на 21 юни 1615 г. в Стокхолм за пфалцграф Йохан Казимир фон Пфалц-Цвайбрюкен-Клеебург (1589 – 1652) от род Вителсбахи. През Тридесетгодишната война те се установяват през 1622 г. в Швеция.

## Деца
Катарина Васа и Йохан Казимир имат осем деца:
- Христина Магдалена (1616 – 1662), омъжена 1642 г. за маркграф Фридрих VI фон Баден-Дурлах (1617 – 1677)
- Карл Фридрих (1618 – 1619)
- Елизабет Амалия (1619 – 1628)
- Карл Густав (1622 – 1660), 1652 – 1660 пфалцграф на Цвайбрюкен-Клеебург, 1654 – 1660 като Карл X Густав крал на Швеция; женен 1654 г. в Стокхолм за херцогиня Хедвиг Елеонора Холщайн-Готорп (1636 – 1715)
- Мария Ефросина (1625 – 1687), омъжена 1647 в Стокхолм за Магнус Габриел Де ла Гардие († 1686)
- Елеонора Катарина (1626 – 1692); омъжена 1646 г. в Стокхолм за ландграф Фридрих фон Хесен-Ешвеге (1617 – 1655)
- Адолф Йохан I (1629 – 1689), пфалцграф на Цвайбрюкен-Клеебург (1654 – 1689); женен 1649 г. в Стокхолм за графиня Елса Беата Брахе цу Визингсборг (1629 – 1653), втори път 1661 г. за нейната сестра Елза Елизабет Брахе цу Визингсборг (1632 – 1689)
- Йохан Густав (* ок. 1630)